# Hemvärnets Musikkår Eslöv
Hemvärnets Musikkår Eslöv är en hemvärnsansluten militärmusikkår i Eslöv, Skåne.

## Historia
Hemvärnets musikkår Eslöv grundades 1890 under namnet Eslövs Skyttegilles musikkår - ett namn som behölls till 1975 då den antogs som hemvärnsmusikkår under det nuvarande namnet.
Musikkåren har under åren deltagit vid vaktavlösningar på Kungl. Slottet i Stockholm och spelat vid flera internationella tattoon. Musikkåren verkar idag vid Södra skånska regementet (P 7) i Revingehed där man också genomför flera representationsspelningar varje år.
Kårens dirigent sedan 2019 är Olov Ferm. Han efterträdde tidigare dirigent Erik Berndalen. 